# Robert Kajerdt
Robert Kajerdt, född 2 februari 1831 i Östra Eds socken, Kalmar län, död 7 november 1903 i Stockholm, var en svensk historiker, författare och riksdagsman.

## Biografi
Kajerdt var lektor i historia och modersmålet 1864-1902 vid högre allmänna läroverket i Falun. Han var ledamot av riksdagens första kammare 1889-1892, invald av Kalmar läns norra valkrets. 